# Theloderma nebulosum
Theloderma nebulosum es una especie de anfibio anuro de la familia Rhacophoridae.

## Distribución geográfica
Esta especie es endémica de la provincia de Kon Tum en Vietnam. Se encuentra en la provincia Kon Tum (15.06° N, 108.107.86° E) a 2000 m sobre el nivel del mar.

## Publicación original
- Rowley, Le, Hoang, Dau & Cao, 2011: Two new species of Theloderma (Anura: Rhacophoridae) from Vietnam. Zootaxa, n.º 3098, p. 1-20.[4]